# Ilona Masson
Ilona Masson (31 augustus 2001) is een Belgische atlete, die gespecialiseerd is in het verspringen en het hink-stap-springen. Ze werd driemaal Belgisch kampioene.

## Loopbaan
In 2022 werd Masson met een persoonlijk record voor het eerst Belgisch indoorkampioene hink-stap-springen.
Club
Masson is aangesloten bij Football Club Hannutois Athlétisme.

## Belgische kampioenschappen
Outdoor
| Onderdeel          | Jaar |
| ------------------ | ---- |
| hink-stap-springen | 2023 |

Indoor
| Onderdeel          | Jaar       |
| ------------------ | ---------- |
| hink-stap-springen | 2022, 2025 |

## Persoonlijke records
Outdoor
| Onderdeel          | Prestatie | Wind     | Datum         | Plaats  |
| ------------------ | --------- | -------- | ------------- | ------- |
| verspringen        | 6,21 m    | +2,0 m/s | 28 april 2024 | Brussel |
| hink-stap-springen | 14,06 m   | +0,1 m/s | 21 juni 2025  | Genève  |

Indoor
| Onderdeel          | Prestatie | Datum            | Plaats           |
| ------------------ | --------- | ---------------- | ---------------- |
| verspringen        | 5,87 m    | 26 februari 2022 | Louvain-la-Neuve |
| hink-stap-springen | 13,75 m   | 23 februari 2025 | Gent             |

## Palmares

### verspringen
- 2020:  BK AC – 5,93 m
- 2021:  BK AC – 5,97 m
- 2022:  BK AC – 5,87 m

### hink-stap-springen
- 2020:  BK AC – 12,24 m
- 2020:  BK AC – 12,48 m
- 2021:  BK AC – 12,70 m
- 2022:  BK indoor AC – 12,91 m
- 2022:  BK AC – 12,56 m
- 2023:  BK AC – 13,40 m (w)
- 2025:  BK indoor AC – 13,75 m